# François Fédier
François Fédier (* 19. Dezember 1935 in Paris; † 28. April 2021 ebenda) war ein französischer Philosoph und Übersetzer, insbesondere von Werken Martin Heideggers.

## Leben
Fédier wurde 1935 in Paris geboren. Er war in den 1950er Jahren Schüler Jean Beaufrets und begann 1958 mit der Übersetzung der Werke von Martin Heidegger, mit dem er fast zwanzig Jahre lang zusammengearbeitet hat. Ebenso übersetzte Fédier mehrere Gedichte und wichtige Texte von Friedrich Hölderlin ins Französische. Kontroversen entstanden um einige seiner Übersetzungen von Schriften Heideggers. Nach dem Tod Beaufrets im Jahr 1982 trat er in Frankreich mit seinen Heidegger-Exegesen hervor.
Als außerordentlicher Lehrer für Philosophie unterrichtete Fédier bis zu seiner Pensionierung im Jahr 2001 am Lycée Pasteur in Neuilly-sur-Seine. Er war insbesondere der Lehrer einer neuen Generation von Philosophen wie Hadrien France-Lanord, Philippe Arjakovsky oder Fabrice Midal. Er leitete die Übersetzung von Heideggers Gesamtwerken (G.A.) in Gallimard-Ausgaben und die ihm vom Autor anvertraute Übersetzung der Integralen Ausgabe (G.A.). 2017 verlieh ihm die Pontificia Universitas Lateranensis (Päpstliche Lateranuniversität) eine Ehrenmedaille für diese Gesamtausgabe.
2017 führte Juan Rodríguez M. ein E-Mail-Interview mit Fédier, in dem dieser Heideggers Vortragsstil charakterisierte: „Er spricht ruhig, ohne das geringste Pathos, um es mit einem Wort zu sagen: in einem Zustand der Gnade. (-) Besser kann man den Eindruck nicht beschreiben, den ich hatte, als ich Heidegger im Frühjahr 1958 sah“. Pascal David weist darauf hin, dass Fédier neue Wege der Übersetzung und der rigorosen Interpretation von Heideggers Denken erarbeitete und zahlreiche Übersetzer, darunter auch David selbst, in der Erfahrung des Übersetzens ausbildete. 
François Fédier starb im April 2021 im Alter von 86 Jahren in Paris.

## Kritik
Fédiers Heidegger-Übersetzung von Beiträge zur Philosophie (vom Ereignis) (1939), die 2013 unter dem Titel Apports à la philosophie: De l’avenance erschien, wurde teilweise heftig kritisiert. Michel Cluot beurteilte in der französischen Ausgabe des Magazins Slate Fédiers Übersetzung als unleserlich und unbrauchbar. „... die vollständig überarbeitet werden muss, sobald Heideggers Werke gemeinfrei geworden sind“. Robert Maggiori fragte sich in Libération: „Natürlich ist das Übersetzen von Heidegger wie das Besteigen des Mount Everest in Shorts und Turnschuhen, aber dennoch: Warum müssen wir die Komplexität komplizieren?“
Eine gegensätzliche Position vertritt Nicolas Plagne, der die Übersetzung als bewundernswert einstuft: „Fédier setzt sein Talent als Übersetzer ein, inspiriert von alten französischen Dichter(n)“. Denn „wer hat gesagt, dass das Lesen von Heidegger einfach sein muss?“. Der Übersetzer selbst warnte: „Man sollte keine Angst haben, nicht verstanden zu werden. Die Hauptsache ist, dass man alles getan hat – streng und loyal – um verständlich zu sein.“

## Werke (Auswahl)
- Lire Heidegger sans délirer (Pour une éthique de l’interprétation), Paris, L’Infini nº 145, Herbst 2019; 31–48.
- Tenir / Entretenir / S'Entretenir, À Nul Fur, Abbeville, Presses de l’Imprimerie F. Paillart, 2019, 180 Seiten.
- Entendre Heidegger et autres exercices d’écoute, Paris, Le Grand Souffle, 2008; rééd., Paris, Pocket, coll. „Agora“, 2013.
- L’Humanisme en question: pour aborder la lecture de la 'Lettre sur l’humanisme' de Martin Heidegger, Paris, Le Cerf, 2012.
- La Métaphysique: cours de philosophie, Paris, Pocket, 2012, coll. „Agora“.
- L’Imaginaire, Paris, Éditions du Grand Est, 2009.
- Voix de l’ami, Paris, Éditions du Grand Est, 2007.
- L’Art en liberté: Aristote, Baudelaire, Proust, Flaubert, Cézanne, Kant, Matisse, Heidegger, Paris, Pocket, 2006, coll. „Agora“.
- Soixante-deux photographies de Martin Heidegger, Paris, Gallimard, 1999.
- Regarder voir, Paris, Les Belles Lettres-Archimbaud, 1995.
- Heidegger, Anatomie d’un scandale, Paris, Robert Laffont, 1988.
- Interprétations, Paris, Presses universitaires de France, 1985.